# Pastuszki
Pastuszki – kolonia w Polsce położona w województwie lubelskim, w powiecie biłgorajskim, w gminie Józefów.
W latach 1975–1998 miejscowość należała administracyjnie do województwa zamojskiego.